# 嫁接

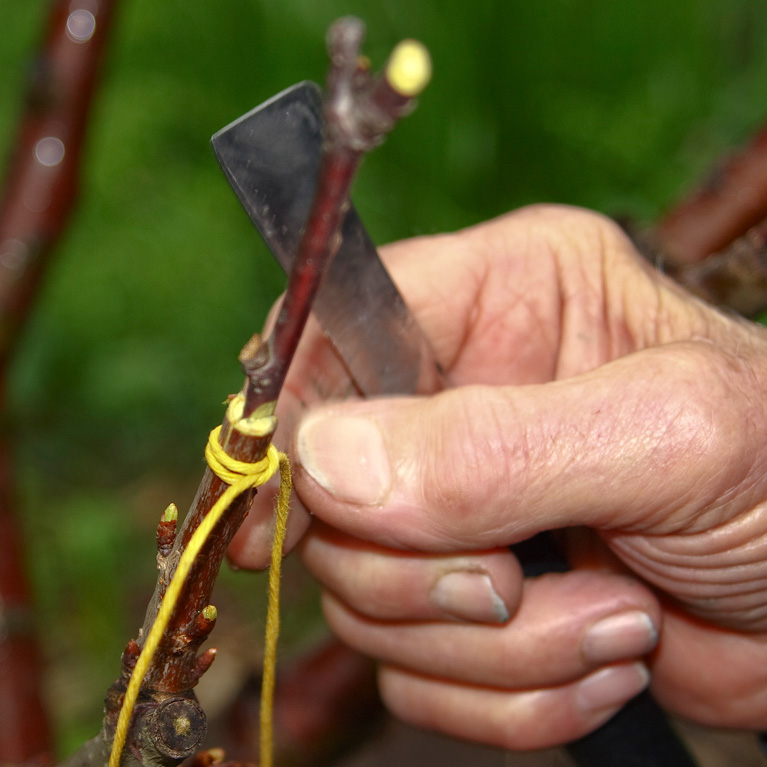
嫁接

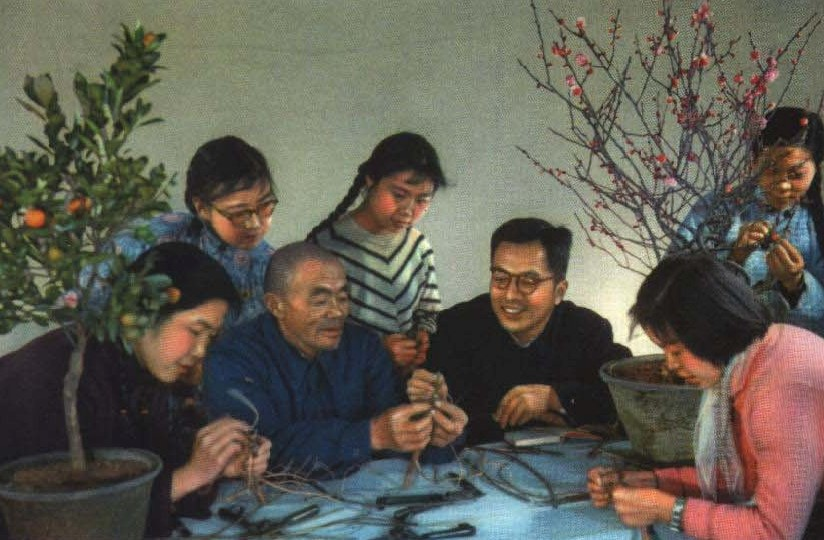
1964年《人民畫報》的一幅花卉嫁接

嫁接是一種園藝中常用的无性繁殖技術，將两个不同的植物體相互接合，使其合生成一個個體繼續生長。組合植物的上部稱為接穗（英語：scion），而下部稱為砧木（英語：stock）。
枝接和芽接是两种常見的嫁接方法。枝接時，先選擇所需要的品种，將该植株一小段枝條剪下做為接穗，嫁接到選好的砧木上。芽接則是使用休眠的側芽做為接穗，嫁接到砧木的枝條上，當嫁接成功後，要將芽接處上方的砧木枝條剪掉，以促進接穗的生長。
嫁接時，须將接穗和砧木二者的维管形成層相互接觸貼合才會成功。嫁接後，可能需要经过数週的時間，接穗和砧木才會连接、愈合在一起，在此期间接穗和砧木必须处于活着的状态。用模式生物拟南芥的胚軸所做的实验表明，韧皮部连接所需的时间（3天）短于木质部（7天）。另外，接穗和砧木中只有新形成的組織会連接在一起，而嫁接前就已经存在的组织并不会融合，因此嫁接处往往并不牢固，可能易因外力折斷。

## 優勢

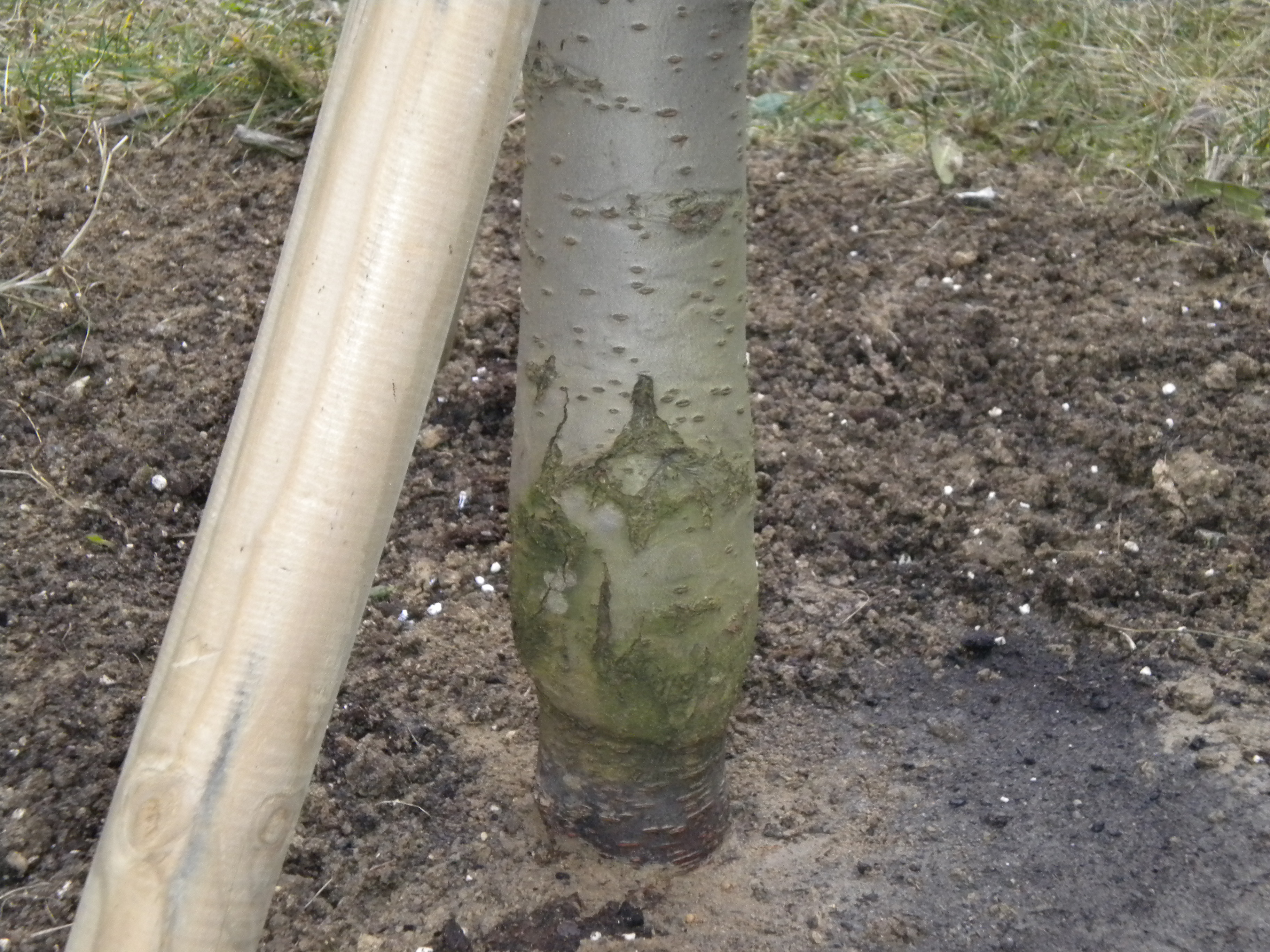
嫁接梅花櫻桃。由於兩者的不完美結合，在擴大的樹幹上可以看到的缺點。

- 早熟：無需经历幼年期便可进入生殖阶段结果。大多数果树的幼年期通常长达5至9年，一些热带果树（如山竹）所耗费的时间更长，可能长达15年。将成熟的接穗嫁接到砧木上，可以使植株在短短两年内结果。这一点在果树育种项目中可大大加快对果树品种的评估和选育。
- 矮化：诱导接穗继承砧木的特性，例如矮化或耐寒性。携带矮化基因的果树可以提高单位土地上的产量，提升果实品质，并减少采摘工人使用梯子时发生事故的风险。因此，現代果園中的大部分果树都来自被嫁接到高密度种植的矮化或半矮化砧木上的接穗。需注意的是，若嫁接口埋入土壤中，接穗部分可能会自行生根，导致树仍然生长到未矮化的大小。
- 易於繁殖：有时，接穗的品种尽管拥有一些优良特性，但难以通过其他无性繁殖方式（如扦插）进行繁殖。在这种情况下，可以先扦插易生根的品种作为砧木，然后嫁接上难以扦插的品种。另一些情况下，即便接穗品种较易无性传播，嫁接生长的速度可能还是高于其它方法，因此是商业角度上成本效益最高的扩繁方法。
- 抗寒性：高环境耐受度的砧木根系可以帮助根系较弱的接穗生长。例如，许多西澳植物对城市花园中常见的黏重土壤易感病害，因此被嫁接到更耐逆的东澳近缘种上，例如银桦属和桉属植物。
- 堅固性：用于为某些观赏灌木和树木提供坚固、高大的主干。这种情况下，嫁接会在具有强壮茎干的砧木的指定高度进行。这种方法可用于高干月季及部分品种的垂枝樱。
- 病蟲害：在土传害虫或病原体会阻碍目标品种成功种植的地区，可使用抗病虫害的砧木使原本难以存活的品种得以生长，例如通过使用砧木来对抗根瘤蚜（葡萄）。
- 花粉源: 一些品种的花粉量不足，或是在无性繁殖、遗传组成相同的植株间授粉不亲和，需要近缘品种的花粉诱导结果。在密植或规划不佳的单一品种果园中，可以在种植行中每隔一定间距将粉源树（例如海棠）的枝条嫁接到产果树（例如苹果）上，以在开花期满足授粉需求，确保坐果率。
- 修補: 用于修复阻碍养分流动的树干损伤，例如啮齿动物啃食树皮导致的树皮环剥。在这种情况下，可以以桥接法连接从根部输送养分的组织与损伤上方已被切断的组织。如果附近生长着同种植物的萌蘖、基生枝或幼树，可以采用嵌接嫁接的方法，将其嫁接到损伤上方的区域。需注意的是，替代接穗的部分长度必须足够，以跨越伤口的间隙。
- 高接换种: 将果园中的品种快速更换为更具经济价值的品种。相比重新种植整个果园，将新品种嫁接到已有树木的枝条上可能更快捷。
- 品控: 苹果等果树因遗传变异性极高，甚至同一棵树的果实在大小、颜色和口味等多个特征上也有所差异。在商业种植业中，可以将具有理想果实特性的接穗嫁接到耐性高的砧木上，以保证果品质量。

## 成功移植的因素
- 幼芽與砧木的亲和性: 嫁接涉及接穗和砧木之間維管组织的连接，因此，缺乏維管形成層的植物（例如單子葉植物）一般较难嫁接成功。另外，一般而言，两种植物的亲缘关系越近，形成嫁接结合部的可能性就越大。遗传组成相同的克隆体（即无性繁殖自同一母体的植株）或同种植物的嫁接成功率较高。同属但不同种的植物有时可以成功嫁接，例如桃、李和樱桃。同科不同属的植物往往嫁接成功率较低，而跨科嫁接则极为罕见。[2]
- 形成層对齐和壓力: 接穗与砧木的维管形成层应紧密贴合，并沿正常生长方向对齐。正确的对齐和适当的压力能够促进组织迅速结合，使养分和水分能够从砧木传输至接穗。[3]:466
- 时段适宜度：嫁接应在接穗和砧木能够产生愈伤组织及其他伤口反应组织的时期进行。通常而言，嫁接在接穗的休眠期进行，因为过早萌芽可能会导致嫁接部位失去水分，从而影响嫁接结合的成功建立。温度对植物的生理状态影响巨大。若温度过高，可能会导致接穗过早萌发；此外，高温还可能减缓或阻碍愈伤组织的形成。[2]
- 嫁接部位的适当护理: 嫁接后，需要对嫁接植株进行一段时间的养护，以促进其恢复。可使用不同类型的嫁接胶带和蜡来保护接穗和砧木，防止其失水过多。此外，根据嫁接方式的不同，可能需要使用细绳或线绳对嫁接部位提供额外的结构支持。有时还需要修剪嫁接部位，以防砧木产生萌蘖，从而抑制接穗的生长。[2]

## 工具

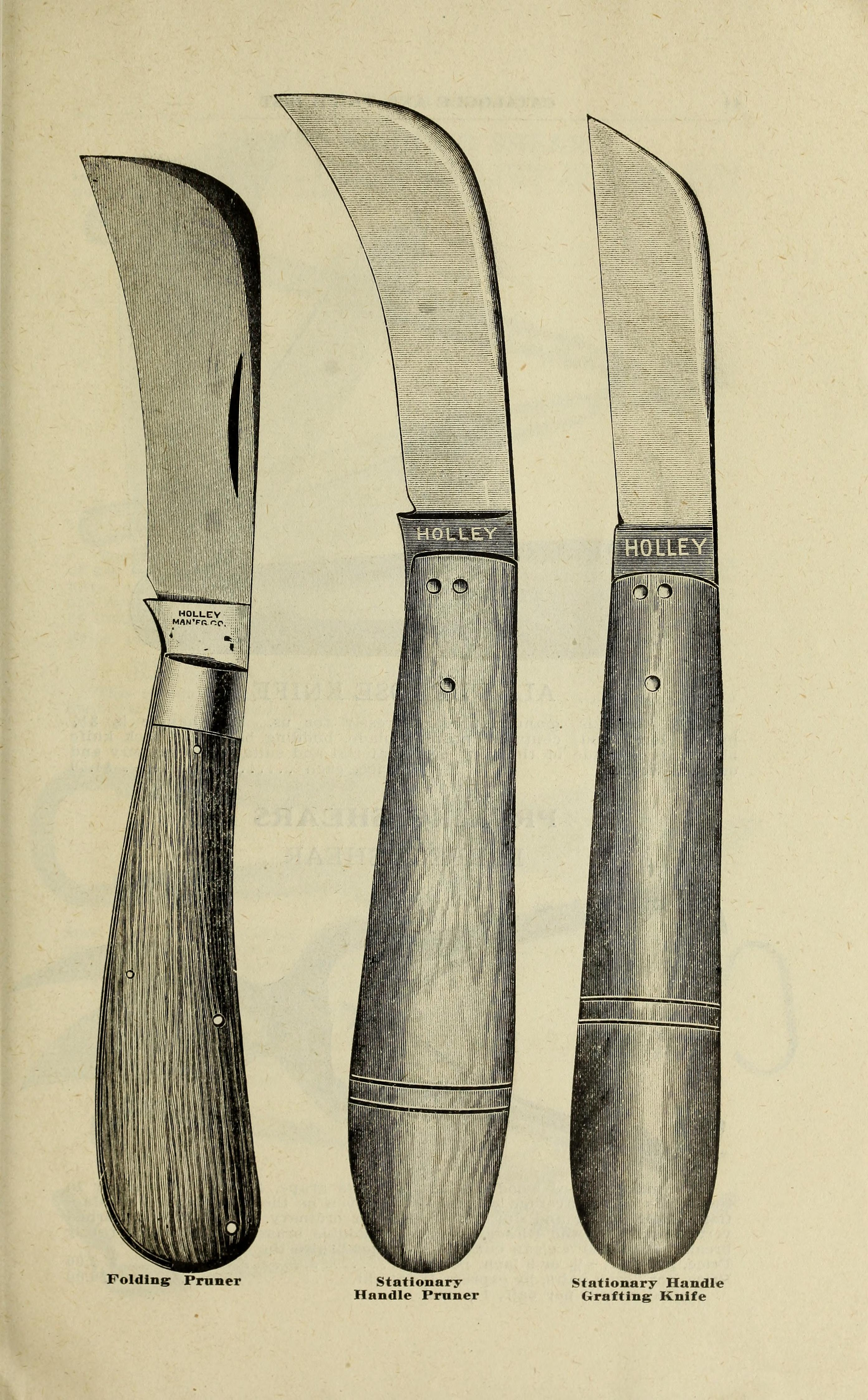
通用嫁接刀

- 切割：保持切割工具锋利可最大程度减少组织损伤，同时应保持工具清洁，避免泥土和其他物质的污染，以防止传播病原体。用于常规嫁接的优质刀具应具有约8-10厘米（3-4英寸）长的手柄。可用芽接刀、手术刀或修剪刀。当砧木过大，无法直接用刀切割时，可使用砍刀、凿子或锯子进行处理。
- 消毒：使用消毒剂处理切割工具可确保嫁接部位无病原体污染，以酒精（乙醇）最为常用。
- 封口：良好的封口应既防止嫁接部位脱水，同时又不应过于紧密，以允许维管束的愈合。常见的封口材料包括黏土、蜡、凡士林和胶带。
- 绑扎和支撑：尤其在嫁接草本植物时，需要注意为嫁接部位提供支撑和压力，在组织愈合前固定砧木与接穗。可以先打湿所使用的材料，以防止嫁接部位干燥。支撑材料可用绑带、细绳、钉子和夹板，材质不限。[4]
- 嫁接器：由于嫁接过程耗时且需要技巧，目前已有专为嫁接而打造的机器被开发、投入生产。自动化嫁接在日本、韩国等耕地有限且集约化程度高的国家尤为常用。早在1987年，日本的研究人員就开发了使用嫁接机器人进行自动化处理的技术。[5][6][7]某些嫁接机每小时可接800株苗。[3]

## 自然嫁接

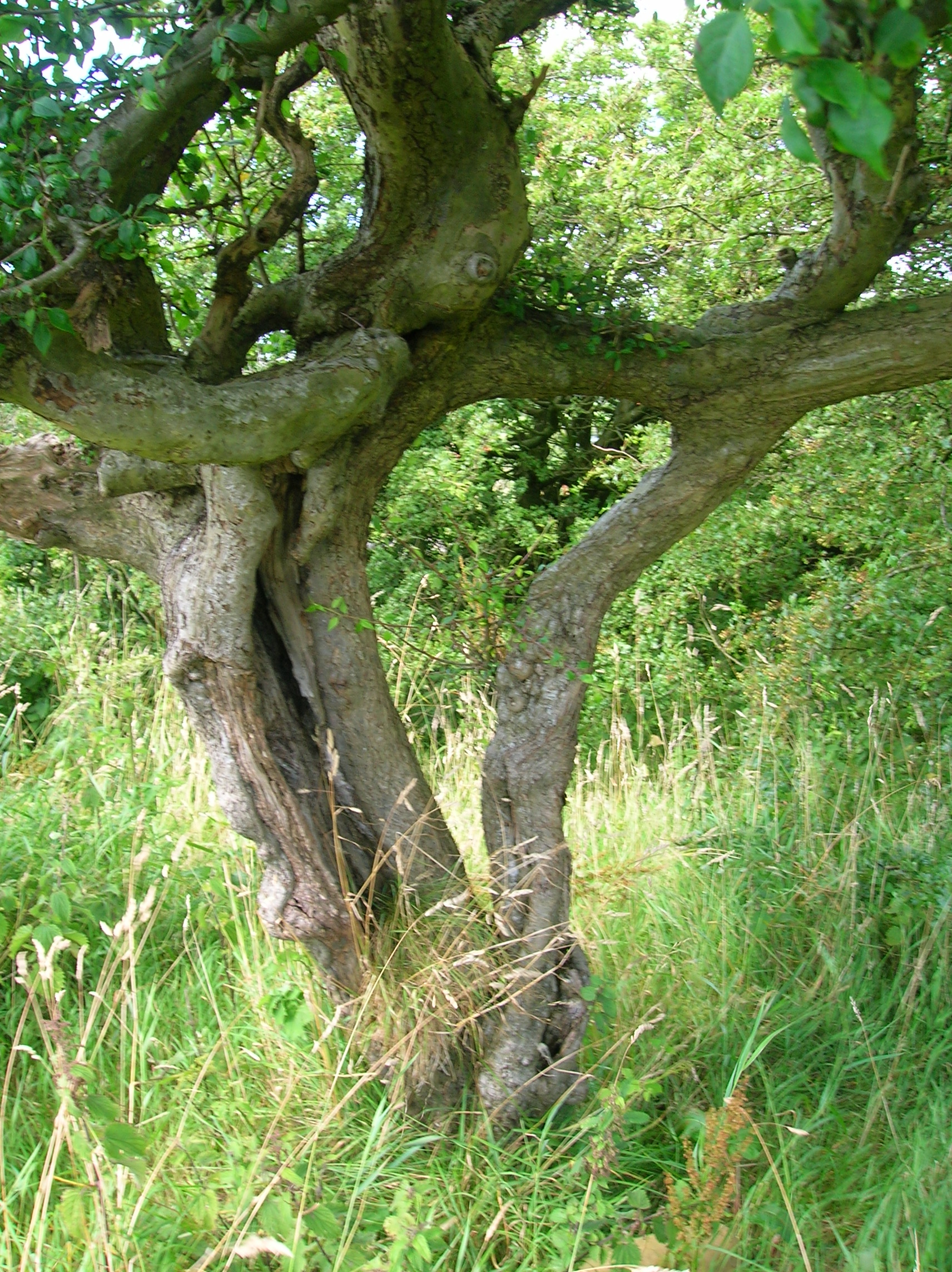
一棵经历了自然嫁接的黑刺李树

有時候，不同植株的根系或枝干在接触时会发生接合，相当于自然嫁接。剥离的树皮暴露出维管形成层，使根系或树皮得以接合在一起。根系的接合可以让数株植物共享水分和养分，可能会对其中较弱的树有利，如此形成的大型根群也可能增强其对野火的耐性，或是促进其在经历生态干扰后的恢复。另外，接合也可以提高植株间的力学稳定性，从而抵御强风。因白化而无法光合作用、生产自身养料的的个体也可以此方式寄生于非白化的正常植株（例如北美紅杉的白化体）。
自然嫁接可能会成为荷蘭榆樹病等病原體的傳播渠道。自然嫁接也可发生于同一株植物上相接触的不同枝条间，常见于草莓和馬鈴薯等。
自然嫁接现象极少见于草本植物，因為草本植物的维管形成层中几乎不发生次生生长，使得接触的植物营养组织难以对接。

## 移植嵌合體
有时，嫁接会产生嫁接嵌合体（graft chimera），即砧木的组织在接穗内继续生长。嵌合体可能会同时发育具有其母本双方特点的花和叶，甚至发育出介于二者之间的形态。例如+Laburnocytisus 'Adamii'就是豆科的毒豆 和紫山雀花之间的嫁接嵌合体，于1825年在法国巴黎周边的一个苗圃中首次出现；属名前的“+”用以标注嵌合体。这一嵌合体小乔木能在同一植株上开出三种类型的花：毒豆典型的黄色花，紫山雀花的紫色花，以及一种介于两个母本之间的奇特铜粉色花，同时展现出砧木和接穗的特征。许多种仙人掌在合适的条件下也可能形成嫁接嵌合体。但嵌合体现象通常是无意间产生的，并且难以稳定复制或在扩繁后保持嵌合性状。

## 科學用途
嫁接这一技法在关于植物开花过程的研究中有着重要意义。通过将受到花芽诱导的植物的叶片或枝条嫁接到未被诱导的植物上，可以传递花芽刺激信号，促使其开花。
嫁接也被用于关于植物病毒传播的研究。可将疑似携带病毒的无症状植物嫁接到对病毒非常敏感的指示植物上以进行病毒检测。
嫁接还可以转移叶绿体、线粒体DNA以及包含基因组的整个细胞核，相当于一种生物体层面（而非单纯遗传层面）的“自然”基因编辑，具有培育新品种的潜力。

## 草本嫁接
嫁接也常用于非木本植物和蔬菜类作物（如番茄、黄瓜、茄子和西瓜），主要优势在于利用抗病性强的砧木。可用塑料管防止接处脱水，并促进嫁接部位的愈合。番茄嫁接在亞洲和歐洲非常常见，在美國也逐渐流行。

### 引用
1. ↑  Hottes, A.C. . New York: A.T. De La Mare. 1925.
2. 1 2 3  Kumar, G.  (PDF). Pacific Northwest Extension: 3–5. 2011  [2017-10-11]. （原始内容存档 (PDF)于2018-04-07）.
3. 1 2  Hartmann, H.T.; Kester, D.; Davies, F.; Geneve, R.  7th. Prentice Hall. 2001. ISBN 0-136-79235-9.
4. ↑  Garner, R. . New York: Oxford University Press. 1958: 79–100.
5. ↑  Onoda, A.; Kobayashi, Ken; Suzuki, Masato. . . International Symposium on Transplant Production Systems. 319. International Society for Horticultural Science: 535–540. 1992  [2017-10-12]. doi:10.17660/ActaHortic.1992.319.84. （原始内容存档于2018-10-01）.
6. ↑  Kobayashi, Ken; Suzuki, Masato; Sasaya, Sadao. . Journal of Robotics and Mechatronics. 1999, 11 (3): 213–219  [2017-10-12]. doi:10.20965/jrm.1999.p0213. （原始内容存档于2020-12-17）.
7. ↑   (PDF).   [2017-10-12]. （原始内容存档 (PDF)于2011-09-16）.
8. 1 2  Loehle, C. & Jones, R.H. . Functional Ecology. 1998, 4 (2): 268–271  [2017-10-12]. JSTOR www.jstor.org/stable/2389347. （原始内容存档于2021-01-02）.
9. ↑   (PDF). Pennsylvania State University.   [2025-03-03].
10. ↑  Lang, A.; Chailakhyan, M.K.; Frolova, I.A. . Proc Natl Acad Sci USA. 1977, 74 (6): 2412–2416. PMID 16592404.[永久]
11. ↑  Le Page, Michael. . The New Scientist. 2016-03-17  [2016-07-11]. （原始内容存档于2018-10-01） （美国英语）.
12. ↑  Core, J. . AgResearch Magazine. Vol. 53 no. 7 (United States Department of Agriculture). 2005  [2017-10-12]. （原始内容存档于2021-02-12）.
13. ↑  Matej Lexa. . 29 April 1996  [14 September 2017]. （原始内容存档于2020-12-06）.

## 外部連結
- Step-by-step grafting demonstration with photographs - courtesy of Providence Farm Ornamentals
- Steps to inarching technique （页面存档备份，存于）
- Asexual Propagation (with diagrams)（页面存档备份，存于）
- grafting methods (with diagrams) （页面存档备份，存于）
- grafting methods (including four flap graft) with diagrams （页面存档备份，存于）
- Meet the TomTato: Tomatoes and potatoes grown as one - CBS News （页面存档备份，存于） (September 26, 2013)